# Sheila Kenton
Sheila Kenton es una deportista británica que compitió en natación sincronizada. Ganó una medalla de oro en el Campeonato Europeo de Natación de 1981, en la prueba de equipo.

## Palmarés internacional
| Campeonato Europeo | Campeonato Europeo | Campeonato Europeo | Campeonato Europeo |
| Año                | Lugar              | Medalla            | Prueba             |
| ------------------ | ------------------ | ------------------ | ------------------ |
| 1981               | Split (Yugoslavia) | Medalla de oro     | Equipo             |